# Donato Sabato
Donato Sabato (Avigliano, 7 maggio 1930 – Potenza, 23 dicembre 2016) è stato un ingegnere e dirigente pubblico italiano.

## Biografia e carriera
Diplomatosi presso il Liceo Classico "Quinto Orazio Flacco" di Potenza, intraprese gli studi universitari presso l'Università degli studi di Napoli Federico II, dove nel 1957 conseguì la laurea in ingegneria idraulica. Fu esperto di normativa tecnica e collaudi statici di grandi opere.

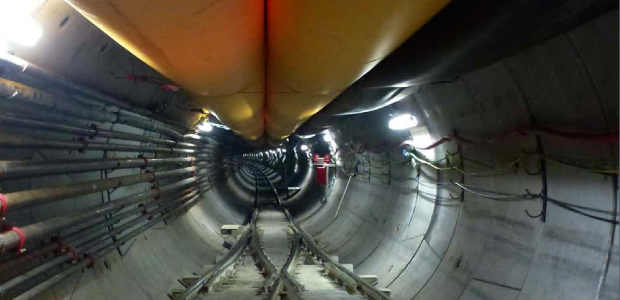
Galleria Pavoncelli Bis, collaudata dall'Ing. Sabato

In precedenza assessore all'urbanistica e le infrastrutture presso i comuni di Filiano (1960-64) e Potenza.
(1970-75), fu ingegnere capo del Genio Civile di Potenza dal 1970 al 1994 e svolse un importante ruolo nell'ambito delle opere pubbliche in Basilicata. Ricoprì l'incarico di Responsabile dell'Ufficio Opere Pubbliche e Difesa del Suolo della Regione Basilicata.
Dal 1983 al 1994 fu presidente del Comitato Tecnico per la Gestione delle Acque in Basilicata; fu componente del Comitato Nazionale di Difesa del Suolo. Dal dicembre 1994 all'aprile 2000 fu componente del Comitato Nazionale per la Vigilanza sull’uso delle Risorse Idriche.
Fu Coordinatore per la redazione del Nuovo Piano Regolatore degli Acquedotti della Basilicata. Dal 1973 fu presidente del Comitato Tecnico Amministrativo presso il Provveditorato Regionale alle Opere Pubbliche. Ottenne incarichi al Ministero delle infrastrutture e dei trasporti come componente della Struttura tecnica di missione per le Grandi Infrastrutture e collaudatore tecnico di Grandi Opere.
Contribuì alla stesura del codice degli appalti pubblici nel 2006 e scrisse un testo di commento al D. Lgs 163 del 2006.
Fu suo il suo collaudo della galleria idrica Pavoncelli bis, la seconda via dell'acqua più grande d'Italia, che garantisce l'approvvigionamento idrico in gran parte dei comuni lucani e ad oltre 1 300 000 abitanti della Puglia, nonché degli impianti irrigui del metapontino, dell'acquedotto del Fortore, del Sele e di Marina di Lesina. Fu collaudatore della ormai vetusta galleria idrica Pavoncelli e di numerose opere pubbliche sul suolo nazionale.
Scrisse diverse guide e pubblicazioni in materia.

## Pubblicazioni
- “Costruzioni di conglomerato cementizio armato in zona sismica” curato dalla Facoltà di Ingegneria dell’Università degli Studi di Bologna – 1983;
- “La riforma dei servizi idrici: piani di ambito, tariffe e norme di attuazione” - 2001;
- “La nuova normativa sui lavori pubblici – una guida per tecnici ed amministratori locali” – 2002, Anci;
- “Alcuni approfondimenti della Normativa sui lavori pubblici"- 2004;
- “La Legge Obiettivo: la strada maestra per l’infrastrutturazione idrica del Mezzogiorno”– 2006, Ministero delle Infrastrutture e dei Trasporti;[13]
- "Guida pratica all’applicazione delle procedure di affidamento ed esecuzione di lavori pubblici di servizi e forniture" - 2009, Ance.[1]